# جيرمي إنجلاند
جيريمي إنجلاند فيزيائي أمريكي يستخدم حجج الفيزياء الإحصائية لشرح الظهور التلقائي للحياة أو التولد التلقائي، وبالتالي التوليف الحديث للتطور. يصف إنجلاند هذه العملية بأنها «تكيف مدفوع بالتبدد».

## النشأة
كانت والدة إنجلاند ابنة اليهود البولنديين الناجين من الهولوكوست بينما كان والده لوثريا غير ملتزم. ولد إنجلاند في بوسطن ونشأ في مدينة جامعية في نيو هامبشاير. نشأ يهوديًا لكنه لم يدرس اليهودية حتى التحق بكلية الدراسات العليا في جامعة أكسفورد. يعتبر نفسه الآن يهوديًا أرثوذكسيًا.
حصل إنجلاند على درجة البكالوريوس في الكيمياء الحيوية من جامعة هارفارد عام 2003. بعد حصوله على منحة رودس، درس في كلية سانت جون، أوكسفورد من 2003 حتى 2005. وحصل على درجة الدكتوراه. حصل على درجة الدكتوراه في الفيزياء في جامعة ستانفورد عام 2009. وفي عام 2011، انضم إلى معهد ماساتشوستس لقسم الفيزياء التكنولوجية كأستاذ مساعد. في عام 2019، انضم إلى شركة GlaxoSmithKline كمدير أول في الذكاء الاصطناعي والتعلم الآلي.

## عمله النظري
طور إنجلاند فرضية عن فيزياء أصول الحياة، أطلق عليها «التكيف القائم على التبديد». تنص الفرضية على أن المجموعات العشوائية من الجزيئات يمكنها أن تنظم نفسها بنفسها لامتصاص وتبديد الحرارة من البيئة بكفاءة أكبر. تنص فرضيته على أن مثل هذه الأنظمة ذاتية التنظيم هي جزء متأصل من العالم المادي.
قال المؤرخ العلمي الحائز على جائزة بوليتسر إدوارد ج. لارسون إنه إذا تمكن إنجلاند من إثبات صحة فرضيته، «فقد يكون داروين التالي».

## في الثقافة الشعبية
إنجلاند ونظريته «التكيف المدفوع بالتبدد» في رواية دان براون الأصل. لا ترتبط الشخصية الخيالية بجيرمي إنجلاند الحقيقي.

## لقراءة المزيد
- Wolchover، Natalie (يوليو 26, 2017). "First Support for a Physics Theory of Life". Quanta Magazine. مؤرشف من الأصل في نوفمبر 1, 2020. اطلع عليه بتاريخ أغسطس 1, 2017.

## روابط خارجية
- موقع المعمل
- يناقش جيريمي إنجلاند نظريته عن التطور ما قبل البيولوجي وظهور التعقيد في الأنظمة غير الحية - مقابلة في البرنامج الإذاعي 7th Avenue Project
- - ما هي محاضرة الحياة: Jeremy England في 9 سبتمبر 2014. في Karolinska Institutet